# Porte
Porte (piemonti nyelven Pòrte) egy olasz község (comune) a Piemont régióban.